# Jena (Luisiana)
Jena es un pueblo ubicado en la parroquia de La Salle en el estado estadounidense de Luisiana. En el Censo de 2010 tenía una población de 3398 habitantes y una densidad poblacional de 237,25 personas por km².

## Geografía
Jena se encuentra ubicado en las coordenadas 31°41′25″N 92°7′43″O / 31.69028, -92.12861. Según la Oficina del Censo de los Estados Unidos, Jena tiene una superficie total de 14.32 km², de la cual 14.24 km² corresponden a tierra firme y (0.58%) 0.08 km² es agua.

## Demografía
Según el censo de 2010, había 3398 personas residiendo en Jena. La densidad de población era de 237,25 hab./km². De los 3398 habitantes, Jena estaba compuesto por el 84.14% blancos, el 11.33% eran afroamericanos, el 0.82% eran amerindios, el 0.38% eran asiáticos, el 0.03% eran isleños del Pacífico, el 2.24% eran de otras razas y el 1.06% pertenecían a dos o más razas. Del total de la población el 6.65% eran hispanos o latinos de cualquier raza.